# 도자와 마사쓰네
도자와 마사쓰네(일본어: 戸沢正庸, 1664년 5월 29일 ~ 1741년 2월 12일)는 일본 에도 시대의 다이묘로, 신조번의 3대 번주이다. 어릴적 이름은 야고로(弥五郎)이며, 도자와 가문의 가신 나라오카 도모키요(楢岡友清)의 넷째 아들로 태어났다.
조쿄 3년(1686년) 5월 19일, 신조 번의 2대 번주 도자와 마사노부의 양자가 되어, 이듬해 12월에 종5위하, 시모쓰케노카미에 서임되었다. 호에이 7년(1710년) 2월 16일, 양아버지 마사노부가 은거함에 따라 가문을 계승하여 번주가 되었다. 이후 가즈사노카미, 이어서 나카쓰카사타이후(中務大輔)에 서임되었다. 번의 재정난을 해결하기 위해 가신의 영지 삭감, 상인에 대한 임시 부과금 부과를 시행했다. 겐분 2년(1737년) 12월 6일, 셋째 아들 마사요시에게 번주직을 물려주고 은거하면서, 야마토노카미로 전임되었다. 겐분 5년 12월 27일에 77세의 나이로 사망하였다.
| 전임 도자와 마사노부 | 제3대 신조번 번주 1710년 ~ 1737년 | 후임 도자와 마사요시 |